# A Ferencvárosi TC 1904-es szezonja
A Ferencvárosi TC 1904-es szezonja szócikk a Ferencvárosi TC első számú férfi labdarúgócsapatának egy szezonjáról szól, mely összességében és sorozatban is a 4. idénye volt a csapatnak a magyar első osztályban. A klub fennállásának ekkor volt az 5. évfordulója.

## Mérkőzések
| Színmagyarázat | Színmagyarázat |
| -------------- | -------------- |
|                | Győzelem.      |
|                | Döntetlen.     |
|                | Vereség.       |

### Bajnokság (I. osztály) 1904
| 1904. február 21. |

| Ferencváros  | 2 – 0       | Budapesti TC |
| ------------ | ----------- | ------------ |
| Weisz Borbás | Jegyzőkönyv |              |

| Millenáris, Budapest |

| 1904. február 28. |

| Ferencváros                             | 13 – 0      | Fővárosi TC |
| --------------------------------------- | ----------- | ----------- |
| Weisz Pokorny Borbás Kovács Braun Bródy | Jegyzőkönyv |             |

| Budapest |

| 1904. március 6. |

| 33 FC | 2 – 5       | Ferencváros                |
| ----- | ----------- | -------------------------- |
|       | Jegyzőkönyv | Pokorny Bródy Kovács Weisz |

| Budapest |

| 1904. március 13. |

| Postás SE | 2 – 0       | Ferencváros |
| --------- | ----------- | ----------- |
|           | Jegyzőkönyv |             |

| Budapest |

| 1904. április 10. |

| Ferencváros    | 3 – 0       | MTK |
| -------------- | ----------- | --- |
| Kovács Pokorny | Jegyzőkönyv |     |

| Millenáris, Budapest |

| 1904. április 17. |

| Ferencváros | 1 – 0       | Magyar ÚE |
| ----------- | ----------- | --------- |
| Kovács      | Jegyzőkönyv |           |

| Budapest |

| 1904. április 24. |

| Magyar AC | 1 – 4       | Ferencváros          |
| --------- | ----------- | -------------------- |
|           | Jegyzőkönyv | Pokorny Borbás Weisz |

| Budapest |

| 1904. május 12. |

| Ferencváros  | 2 – 0       | Műegyetemi AFC |
| ------------ | ----------- | -------------- |
| Braun Borbás | Jegyzőkönyv |                |

| Millenáris, Budapest |

| 1904. szeptember 18. |

| Ferencváros | 1 – 2       | 33 FC |
| ----------- | ----------- | ----- |
| Pokorny     | Jegyzőkönyv |       |

| Budapest |

| 1904. október 2. |

| MTK | 1 – 1       | Ferencváros |
| --- | ----------- | ----------- |
|     | Jegyzőkönyv | Weisz       |

| Budapest |

| 1904. október 16. |

| Magyar ÚE | 1 – 7       | Ferencváros             |
| --------- | ----------- | ----------------------- |
|           | Jegyzőkönyv | Pokorny Weisz ög' Braun |

| Budapest |

| 1904. október 23. |

| Ferencváros   | 2 – 1       | Postás SE |
| ------------- | ----------- | --------- |
| Pokorny Weisz | Jegyzőkönyv |           |

| Budapest |

| 1904. november 6. |

| Fővárosi TC | 2 – 5       | Ferencváros      |
| ----------- | ----------- | ---------------- |
|             | Jegyzőkönyv | Pokorny Scheibel |

| Budapest |

| 1904. november 13. |

| Műegyetemi AFC | 2 – 2       | Ferencváros   |
| -------------- | ----------- | ------------- |
|                | Jegyzőkönyv | Braun Pokorny |

| Budapest |

| 1904. november 27. |

| Budapesti TC | 2 – 0       | Ferencváros |
| ------------ | ----------- | ----------- |
|              | Jegyzőkönyv |             |

| Millenáris, Budapest |

#### A végeredmény
|   | Csapat      | Játszott | GY | D | V  | L  | K  | GK  | Pont |         |
| - | ----------- | -------- | -- | - | -- | -- | -- | --- | ---- | ------- |
| 1 | MTK         | 16       | 11 | 3 | 2  | 28 | 13 | +15 | 25   | Bajnok  |
| 2 | FTC         | 16       | 11 | 2 | 3  | 48 | 16 | +32 | 24   |         |
| 3 | BTC         | 16       | 9  | 4 | 3  | 28 | 13 | +15 | 22   |         |
| 4 | MÚE         | 16       | 6  | 4 | 6  | 21 | 30 | -9  | 16   |         |
| 5 | Postás      | 16       | 6  | 2 | 8  | 17 | 17 | 0   | 14   |         |
| 6 | MAC         | 16       | 6  | 2 | 8  | 25 | 27 | -2  | 14   |         |
| 7 | MAFC        | 16       | 4  | 5 | 7  | 22 | 23 | -1  | 13   |         |
| 8 | 33 FC       | 16       | 4  | 4 | 8  | 20 | 31 | -11 | 12   |         |
| 9 | Fővárosi TC | 16       | -  | 4 | 12 | 16 | 55 | -39 | 4    | Kiesett |

### Egyéb mérkőzések
| 1904. március 20. |

| Wiener AC | 2 – 1       | Ferencváros |
| --------- | ----------- | ----------- |
|           | Jegyzőkönyv | Pokorny     |

| Bécs |

| 1904. április 3. |

| Ferencváros         | 3 – 1       | Magyar AC |
| ------------------- | ----------- | --------- |
| Weisz Pokorny Braun | Jegyzőkönyv |           |

| Budapest |

| 1904. május 8. |

| Ferencváros | 2 – 1       | Postás SE |
| ----------- | ----------- | --------- |
| Pokorny     | Jegyzőkönyv |           |

| Budapest |

| 1904. május 19. |

| Ferencváros   | 3 – 2       | Műegyetemi AFC |
| ------------- | ----------- | -------------- |
| Pokorny Braun | Jegyzőkönyv |                |

| Budapest |

| 1904. május 23. |

| Ferencváros | 1 – 1       | B. Britannia |
| ----------- | ----------- | ------------ |
| Borbás      | Jegyzőkönyv |              |

| Millenáris, Budapest |

## Külső hivatkozások
- A csapat hivatalos honlapja (magyarul)
- Az 1904-es szezon menetrendje a tempofradi.hu-n (magyarul)